# Rada de Brest
La rada de Brest es una rada o gran bahía de 180 km² situada en el departamento de Finisterre en Francia. Se conecta al océano Atlántico, en esta zona conocido como mar de Iroise, por un pasaje de 1,8 km de ancho llamado bocana de Brest (goulet de Brest).
Esta gran masa de agua es navegable durante todo el año.

## Geografía

### Presentación geográfica de conjunto

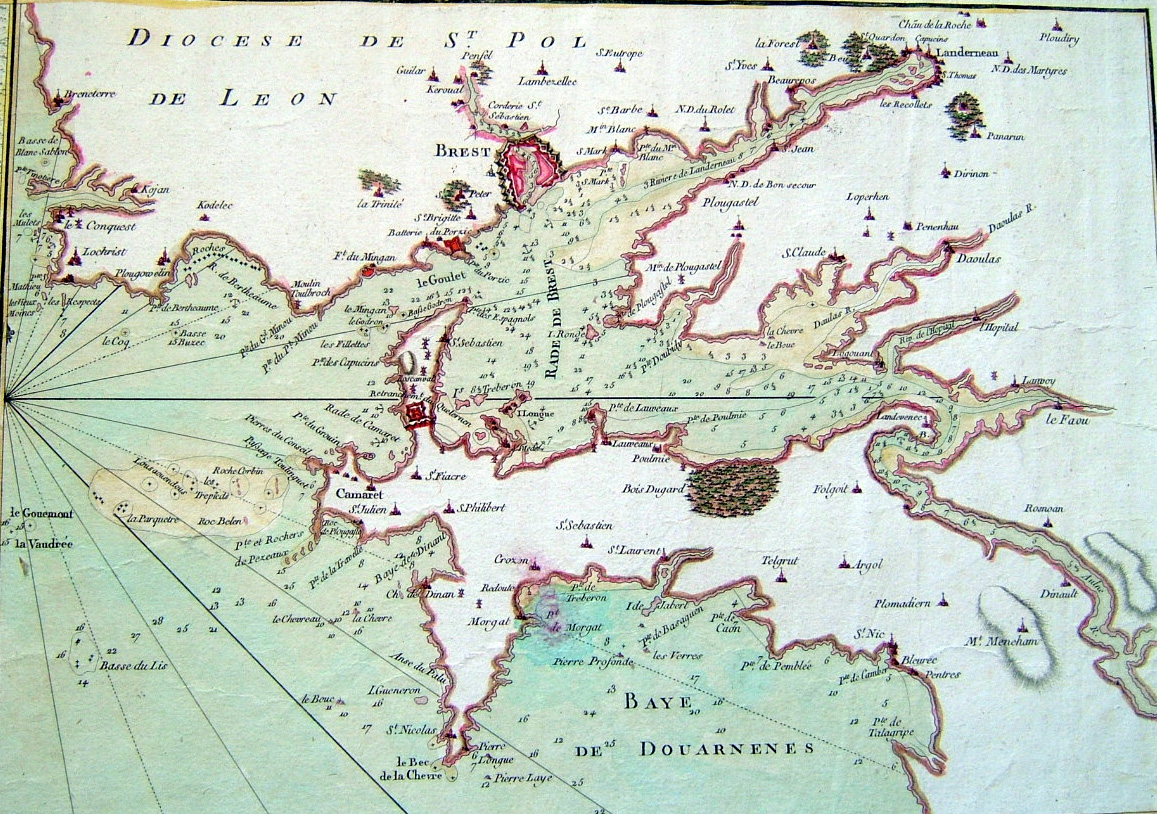
Mapa de la rada de Brest en 1779

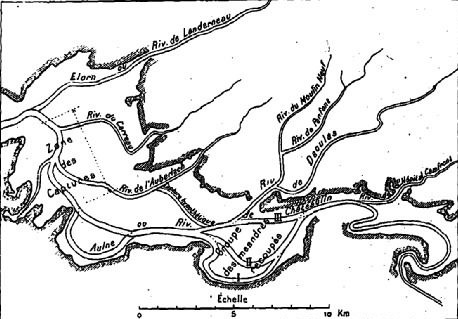
Los antiguos meandros del Aulne bajo las aguas de la rada de Brest

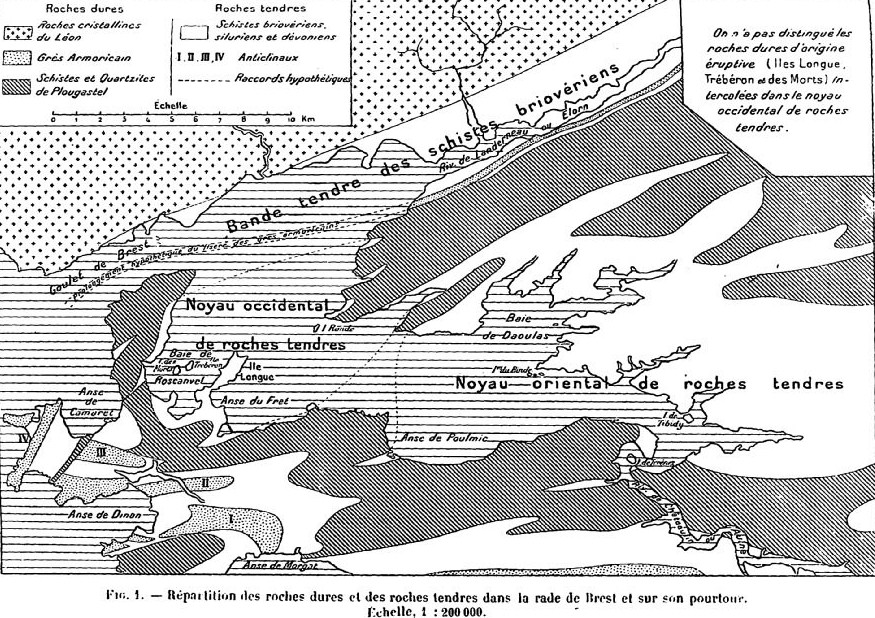
Mapa geológico de la rada de Brest

La rada de Brest, accesible a buques de gran tonelaje debido a su profundidad, es una gran masa de agua abrigada de las tempestades del océano Atlántico gracias a la península de Roscanvel que casi la cierra, dejando que un paso relativamente estrecho, la bocana de Brest (goulet de Brest), entre la punta de los Españoles y la costa norte de la rada, la costa leonarda.
La rada está muy dividida: varias penínsulas la penetran o la limitan: la península de Plougastel, la península de Logonna, la península de Landévennec, la península de Île Longue, (aunque era una antigua isla, fue transformada en península por el hombre como su nombre lo indica), la península de Roscanvel, que terminan en puntas que ofrecen hermosas vistas de la rada: punta de Portzic, punta de la Armorique, punta de Bindy, punta de Poulmic, punta de los Españoles.
El relieve, incluyendo el submarino, de la rada de Brest fue descrito extensamente por Antoine Vacher y corresponde en parte a la parte de abajo del valle del Aulne, ahora inundado después del aumento de nivel del mar de la glaciación Würm y que se encuentra ahora los meandros ahora submarinos, los cursos de agua desembocan en la rada de Brest siendo entonces todos afluentes del Aulne. El extremo superior del banco de Capelan, a la altura de L'Hôpital-Camfrout corresponde por ejemplo al lóbulo sumergido de un antiguo meandro, y la península de Landévennec, al lóbulo medio sumergido de otro.

### Ríos que desembocan en la rada de Brest

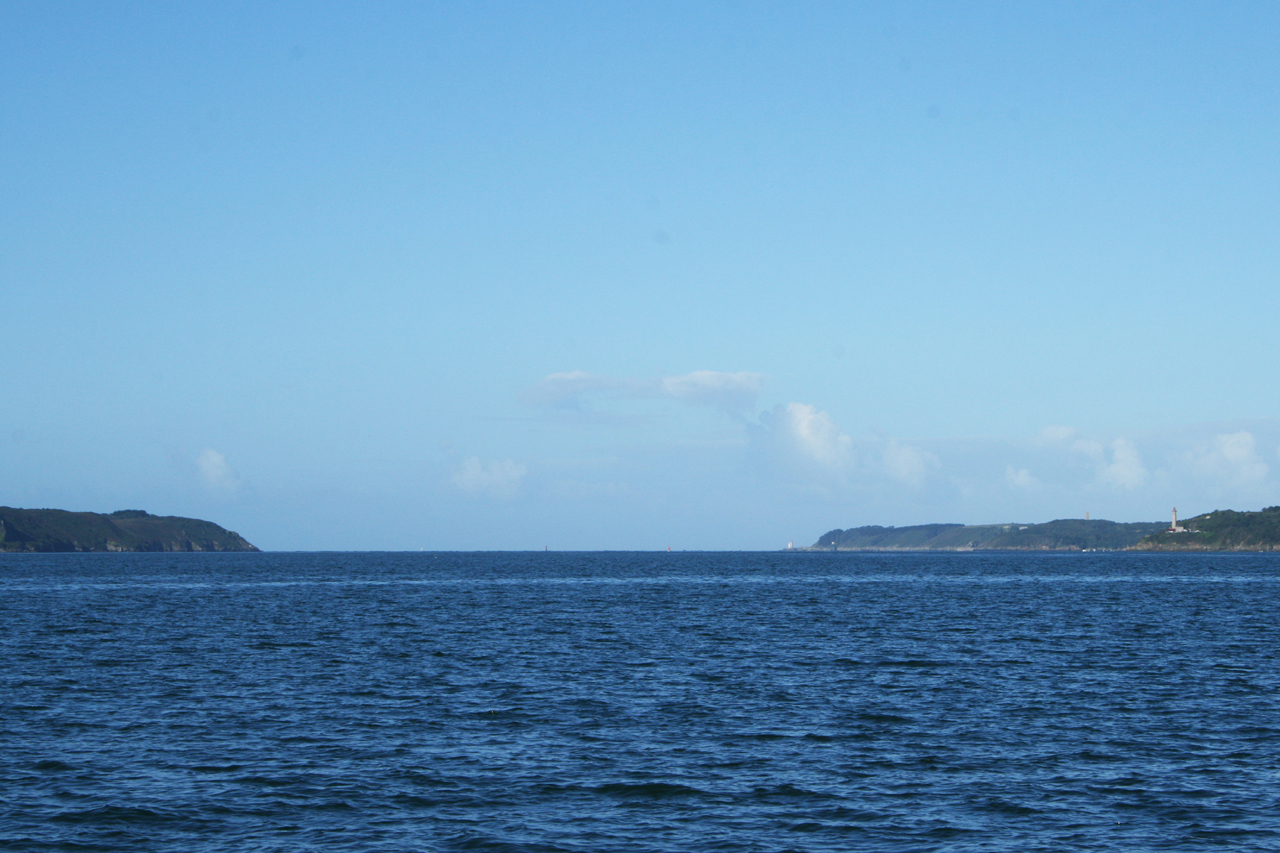
El goulet de Brest

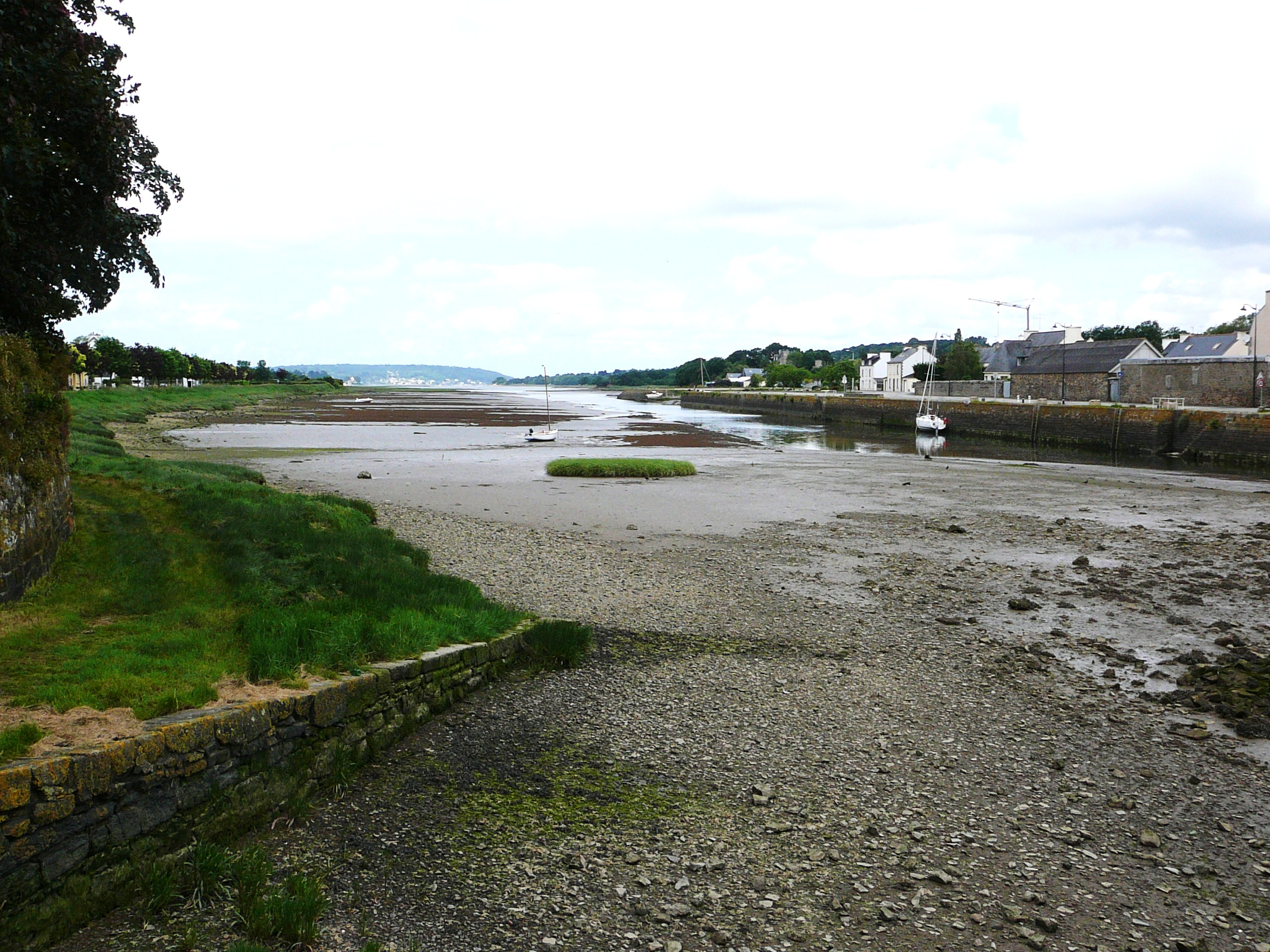
La "rivière de Faou" en marea baja

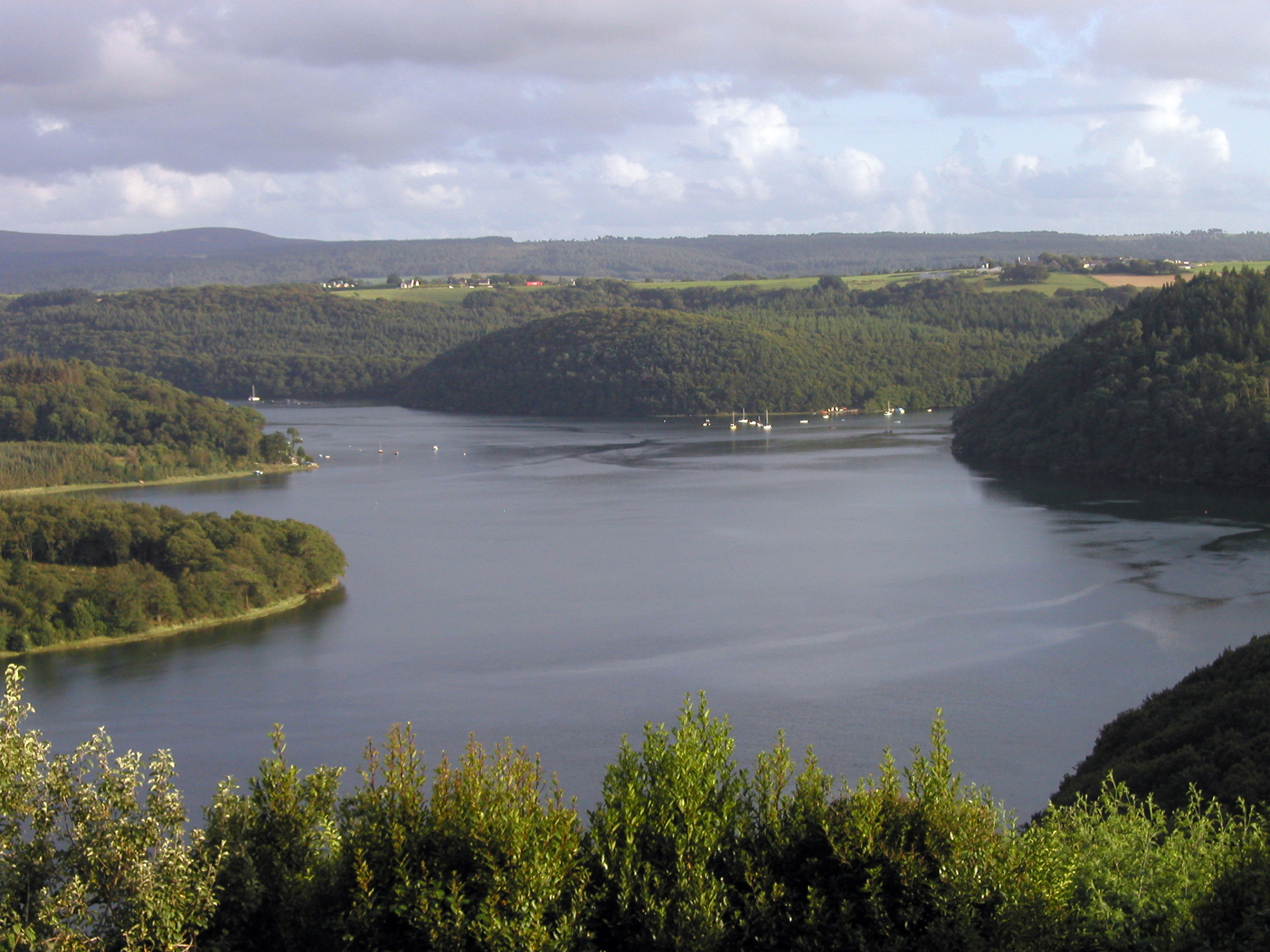
Fondo de la rada de Brest, en Landévennec

Debido a la subida de las aguas tras las últimas glaciaciones cuaternarias, los cursos de agua, incluso los más modestos, tienen amplios y profundos estuarios denominados rías o abers, que penetraron profundamente en el interior e inundaron las partes intermedias del antiguo valle en las consecutivas crecidas del calentamiento post-glacial; así, Landerneau, Daoulas, Le Faou, Châteaulin son o han sido puertos y aún hoy en día se deja sentir hasta esos lugares la influencia de las mareas (a excepción de Châteaulin en el Aulne, a causa de la construcción de la esclusa Guily-Glas en Port-Launay). El puerto de Brest nació en la ria del Penfeld, aprovechándose también del calado a pesar de la modestia de este río costero. A partir de la época del Segundo Imperio francés el puerto se expandió gradualmente en la rada de Brest.
- el río Penfeld (16 km);
- el río Élorn (57 km);
- el río de Daoulas;
- el río Camfrout;
- el río Aulne (140 km);
- el río de Faou.

Han sido necesarias importantes obras de ingeniería para superar estas rías: en el Elorn, el puente de Plougastel, construido en 1929 y bautizado puente Albert-Louppe y ahora puente de Iroise, que conecta Brest (Le Relecq-Kerhuon) con Plougastel-Daoulas; en el Aulne, los puentes sucesivos de puente de Térénez En línea recta, Brest está a apenas una veintena de kilómetros de Crozon, pero por carretera, a unos sesenta kilómetros debido al desvío por Le Faou que es necesario para conectar ambas ciudades por carretera. Existen algunos conexiones marítimas transrada enlazando Brest con Fret.

### Comunas de la rada
En las orillas de la rada, tienen territorios las siguientes comunas:
- en el cantón de Daoulas: Daoulas, Irvillac, Plougastel-Daoulas, Hanvec, Logonna-Daoulas, Saint-Eloy, Hôpital-Camfrout, Loperhet y Saint-Urbain;
- en el cantón de Faou: Le Faou, Rosnoën, Lopérec y Pont-de-Buis-lès-Quimerch;
- en el cantón de Landerneau: Dirinon, Plouédern, La Forest-Landerneau, Saint-Divy, Landerneau, Saint-Thonan, Pencran y Trémaouézan;
- en el cantón de Guipavas: Guipavas y Le Relecq-Kerhuon;
- en el cantón de Crozon: Argol, Lanvéoc, Camaret-sur-Mer, Roscanvel, Crozon, Telgruc-sur-Mer, Landévennec;
- en el cantón de Brest: Brest;
- en el cantón de Brest-Plouzané: Plouzané;

### Islas de la rada de Brest
En la rada hay bastantes pequeñas islas, siendo las principales las siguientes:
- en la comuna de Plougastel Daoulas:
  - Isla Ronde;

- en la comuna de Logonna-Daoulas:
  - Île de la pointe du Château;
  - Islas de Bindy;

- en la comuna de l'Hôpital-Camfrout:
  - Isla de Tibidy;

- en la comuna de Rosnoën:
  - Isla de Arun;
  - Isla de Térénez;

- en la comuna de Crozon:
  - isla Longue;
  - Isla de Renard;
  - Isla Trébéron;
  - isla de los Muertos;
  - Isla Perdida;

Dos antiguas islas se han convertido en penínsulas al ser conectadas con un istmo artificial al continente: la isla Longue y la isla de Tibidy.

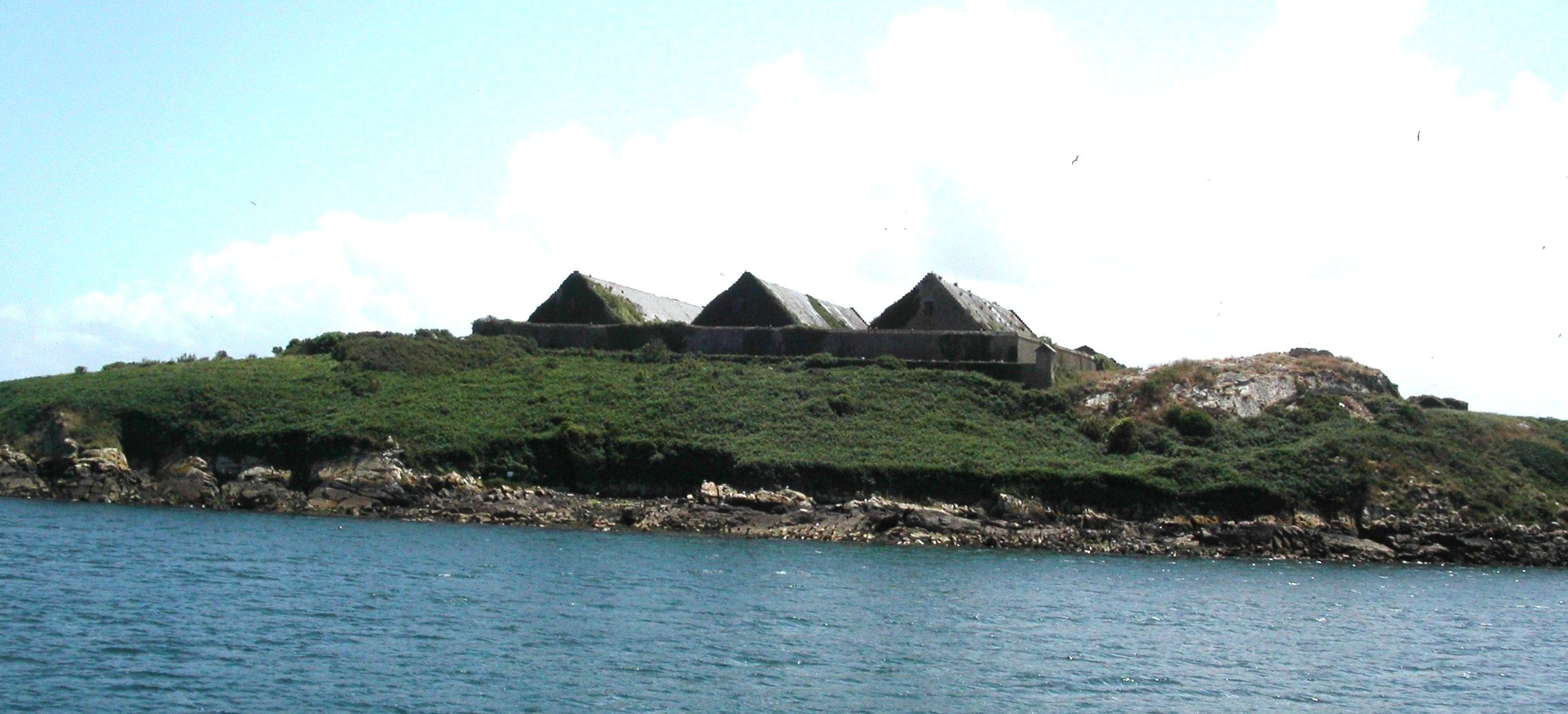
La isla de los Muertos
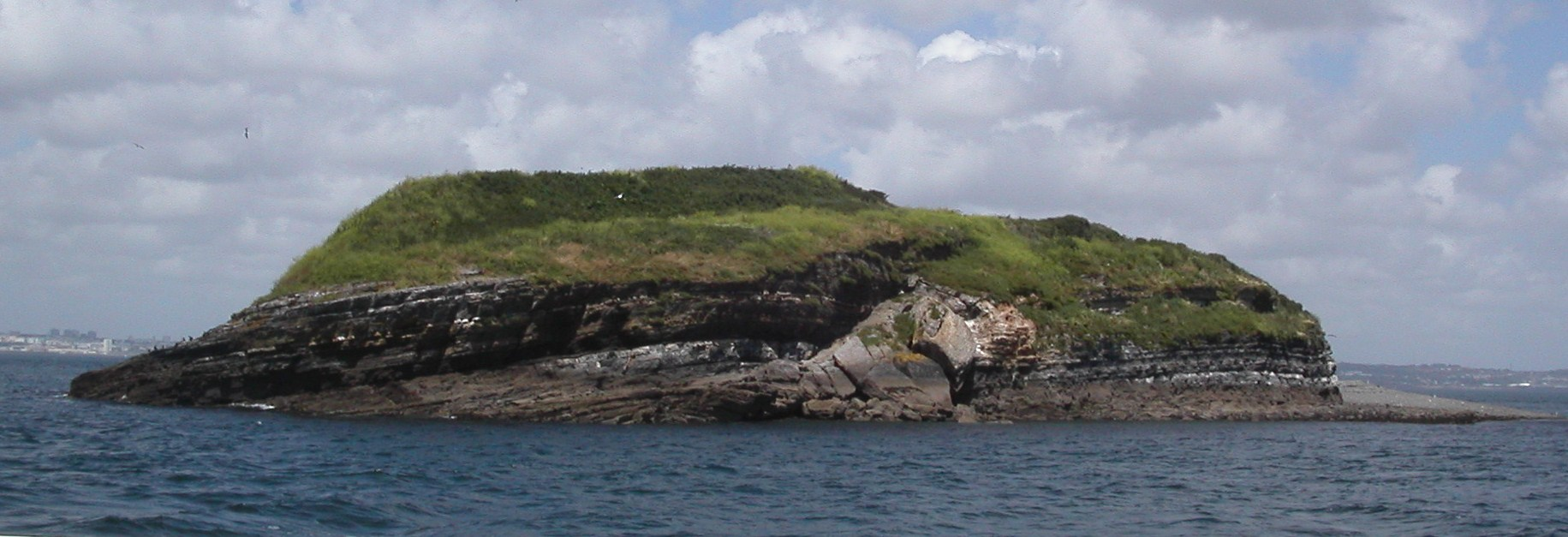
La isla Ronde
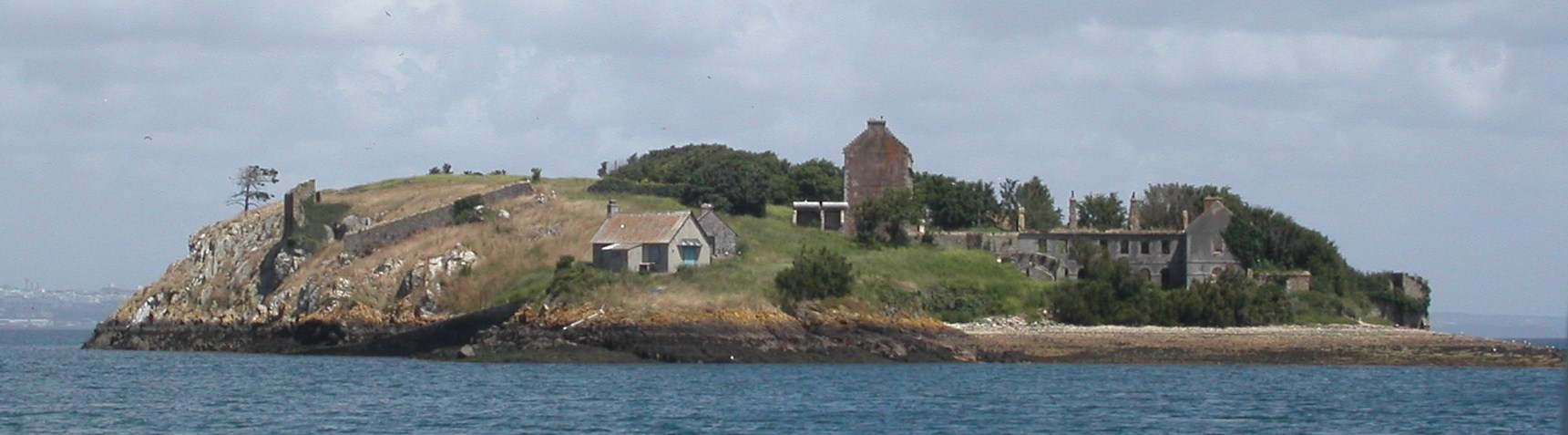
Isla Trébéron

## Economía

### Importancia estratégica

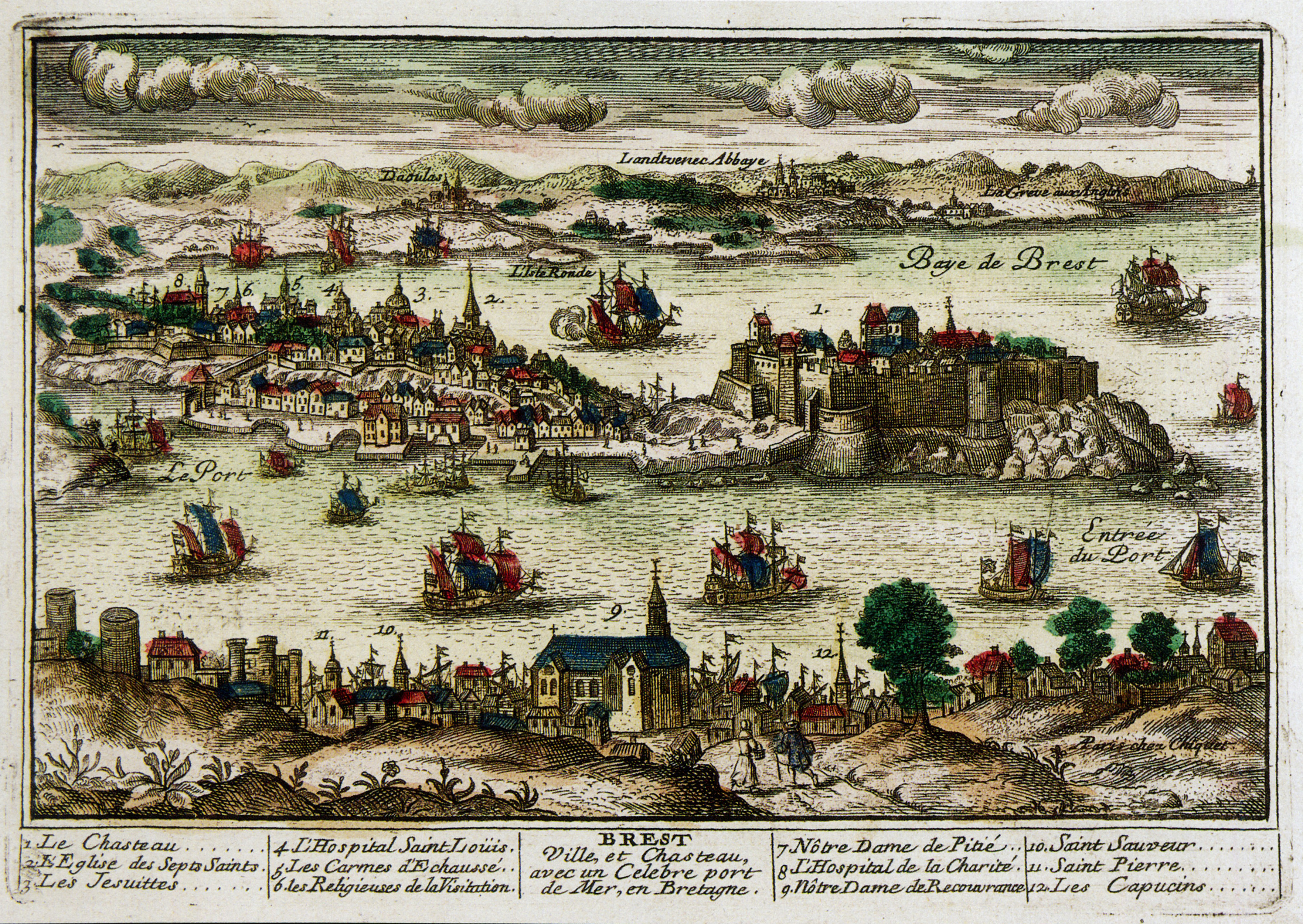
Vista caballera de Brest y de su rada en el siglo XVII

Desde hace muchos siglos, Brest ha sido un importante puerto militar y, por ello, la rada de Brest tiene muchas instalaciones militares, como por ejemplo:
- el arsenal de Brest, al norte de la rada;
- la base operacional (base de submarinos) de la Île Longue, al suroeste;
- la Escuela naval y la agrupación de escuelas de Poulmic, en Lanvéoc;
- el cementerio de navíos de Landévennec.

También hay muchos restos de fortificaciones militares y vestigios de siglos pasados, como las fortificaciones de Portzic, de la punta de los Españoles, de la punta de Lanvéoc, de la punta de la Armorique, de la punta de Corbeau, las ducs d'Albe cerca de la punta de Armorique, y las que han servido de apoyo a la construcción de la escollera petrolífera de Lanvéoc, la línea de fortificaciones de Quélern...

### Importancia económica pasada
Muchos puertos se han instalado desde hace mucho tiempo alrededor de sus orillas, especialmente en los estuarios y en concreto, en los fondos de los estuarios, que fueron sitios de canje y tráfico marítimo. Landerneau, al fondo de la ría del Elorn atrajo una gran riqueza, desde la Edad Media, siguiendo siendo, en 1790, la segunda ciudad más rica en el departamento en ciernes (después Morlaix), disputando la capitalidad a Quimper. Brest no era entonces más que un puerto militar que ofrecía poco espacio en el magro estuario del Penfeld a los escasos buques mercantes. Sólo a mediados del siglo XIX el relleno de la playa de Porstrein permitió crear muelles usando calados excepcionales de hasta 20 metros. También se consideró hacia 1975 crear un puerto específico para los enormes superpetroleros en la península de Plougastel. Châteaulin, situada en el estuario más largo, el del Aulne, fue también un lugar de comercio muy activo, ya que está situada en el cruce de un eje de carretera principal que une el norte y el sur, y abierto a las vastas áreas rurales en cada dirección .
El Annuaire de Brest, describió ya en 1840 el servicio de la rada:

[Para la rada], las chalupas parten desde el muelle a aprovisionarse, a Recouvrance, el lunes y viernes de cada semana, de 2 a 4 horas de la noche (...); el precio del pasaje no supera los 50 céntimos. Van a los siguientes lugares: la costa de Plougastel, desde Saint-Jean, l'Hôpital, Daoulas, Le Faou, Landévennec, Lanvéoc, Le Fret, Rostellec, Quélern, Roscanvel y Camaret. Comienzan en el mismo lugar en Brest, el lunes y viernes de 4 a 5, 6, 7 o las 8 de la mañana.
[Pour la rade], les chaloupes partent de la cale aux vivres, à Recouvrance, le lundi et le vendredi de chaque semaine, de 2h à 4h du soir (...); le prix du passage ne s'élève pas au-dessus de 50 centimes. Elles se rendent aux lieux suivants : la côte de Plougastel depuis Saint-Jean, l'Hôpital, Daoulas, Le Faou, Landévennec, Lanvéoc, Le Fret, Rostellec, Quélern, Roscanvel, Camaret. Elles partent des mêmes lieux pour Brest, le lundi et le vendredi, de 4 à 5, 6, 7 ou 8 heures du matin
Annuaire de Brest, Société d'émulation de Brest, 1840.

Las pequeñas villas de Daoulas y de Faou guardan también las trazas construidas de un gran tráfico comercial medieval en sus propios estuarios. Los puertos de Crozon y de Lanvéoc están directamente en la orilla, pero fueron los puntos de apoyo de un importante y antiguo tráfico de cabotaje, para los que se desarrollaron los barcos cargueros de vela. Este cabotaje beneficiaba numerosos lugares de desembarco de gran seguridad en un área muy grande. Los productos transportados fueron principalmente productos agrícolas y materiales de construcción (piedra de construcción, arena, marga, cal, madera) y el tráfico se vio impulsado por la apertura del canal de Nantes a Brest en 1858, permitiendo a las barcazas remontar y descender toda la región del centro de Bretaña. El transporte de pasajeros completaba los cargos, porque, en el verano, permitía evitar los largos desplazamientos por carreteras de mala calidad.

### Aspectos económicos actuales
Se discute desde hace varios años establecer, donde se encuentra una base aeronaval, un servicio para los pasajeros que cruzan entre Brest y Lanvéoc-Poulmic. La hipótesis de partida ha sido transformar el servicio de pasajeros interno de la Marina Nacional en un servicio civil, pero la etapa intermedia, la apertura de los barcos militares que la atraviesan en transbordadores civiles tarda en ponerse en práctica. 
La pesca ha animado, en otra época, los puertos y existe en Brest una pequeña lonja para los buques de altura, pero las vieiras, que es el producto más destacado, apenas es pescado por una cincuenta de barcos con licencia. Se espera que la pesca no sea permitida durante una temporada o parte de ella, ya que hay toxinas presentes en los crustáceos.

## Barcos tradicionales
Cada cuatro años desde 1992, hay las fiestas marítimas de Brest que reúnen varios antiguos barcos "vieux gréements" en la rada de Brest.

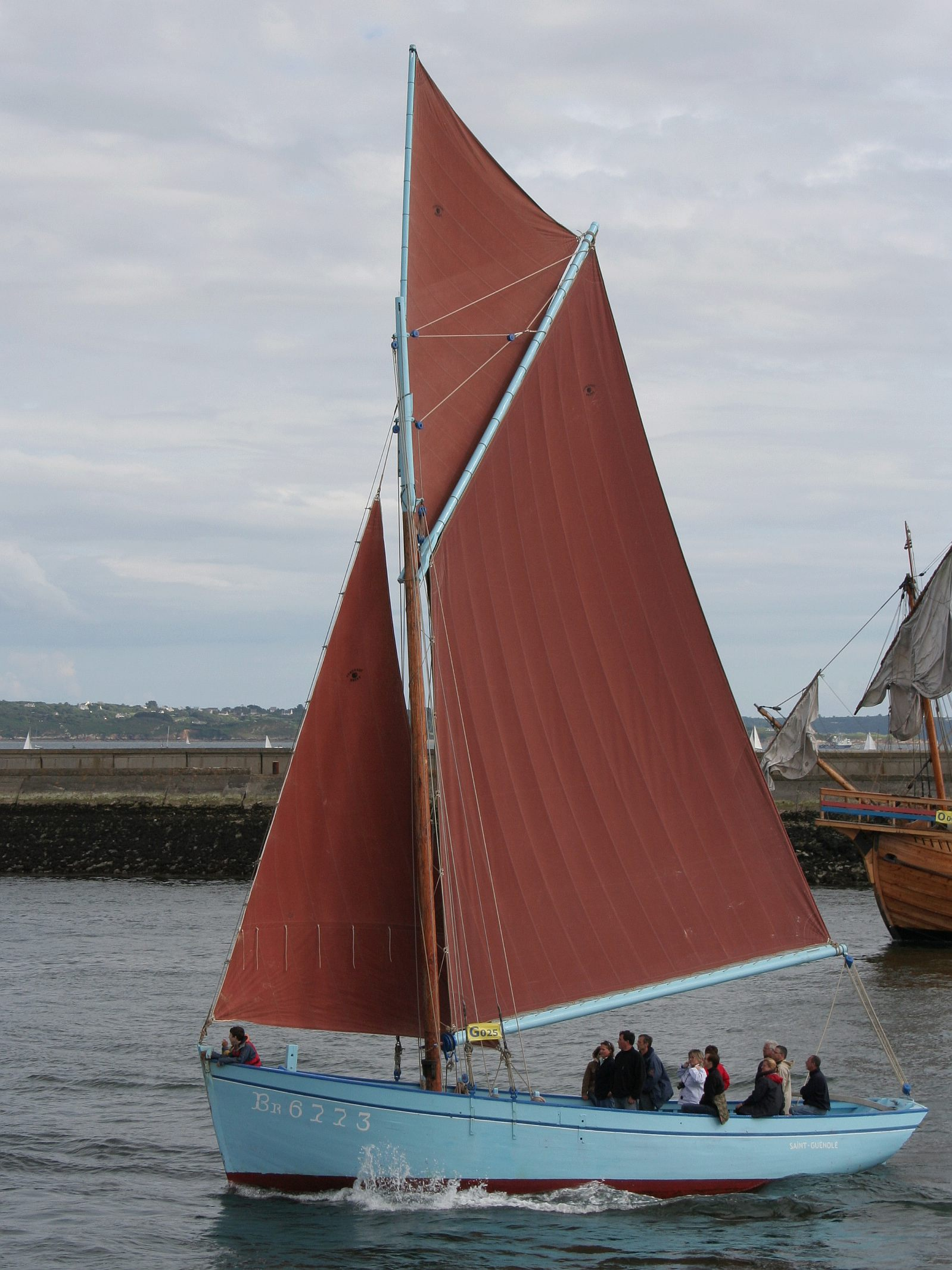
El sloop conchero Saint Guénolé.
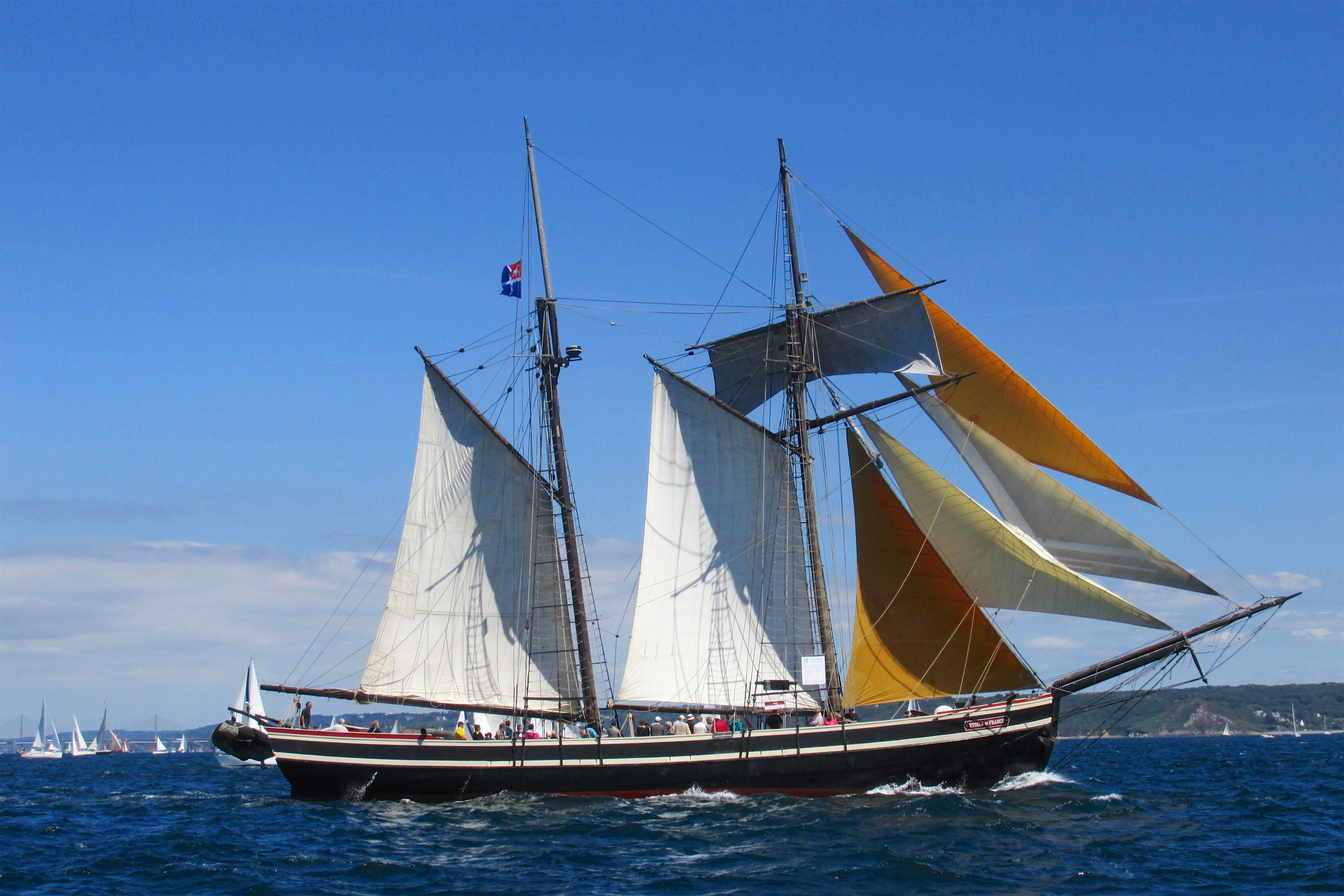
La goleta Étoile de France.
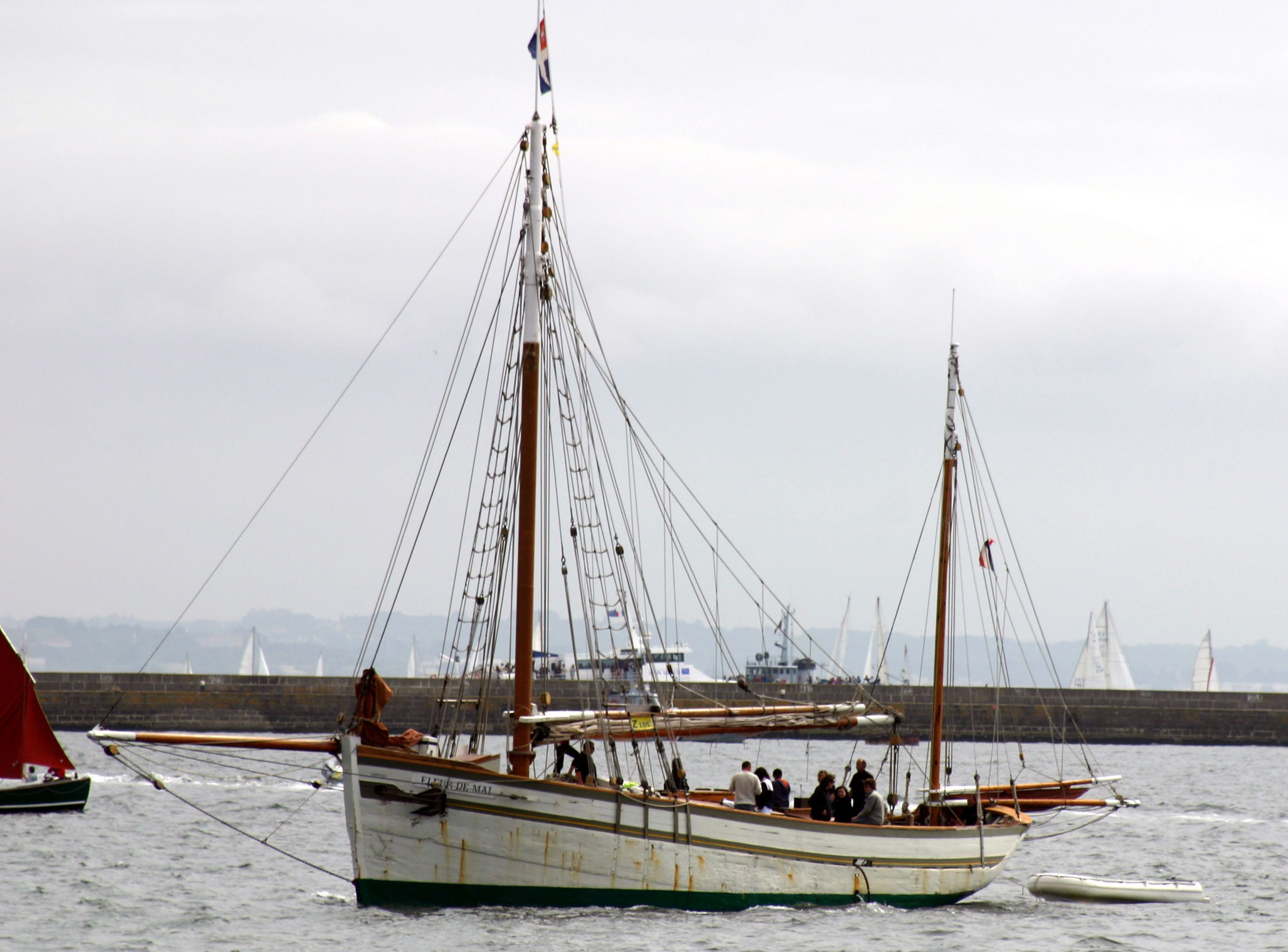
La Fleur de Mai durante Brest 2008.
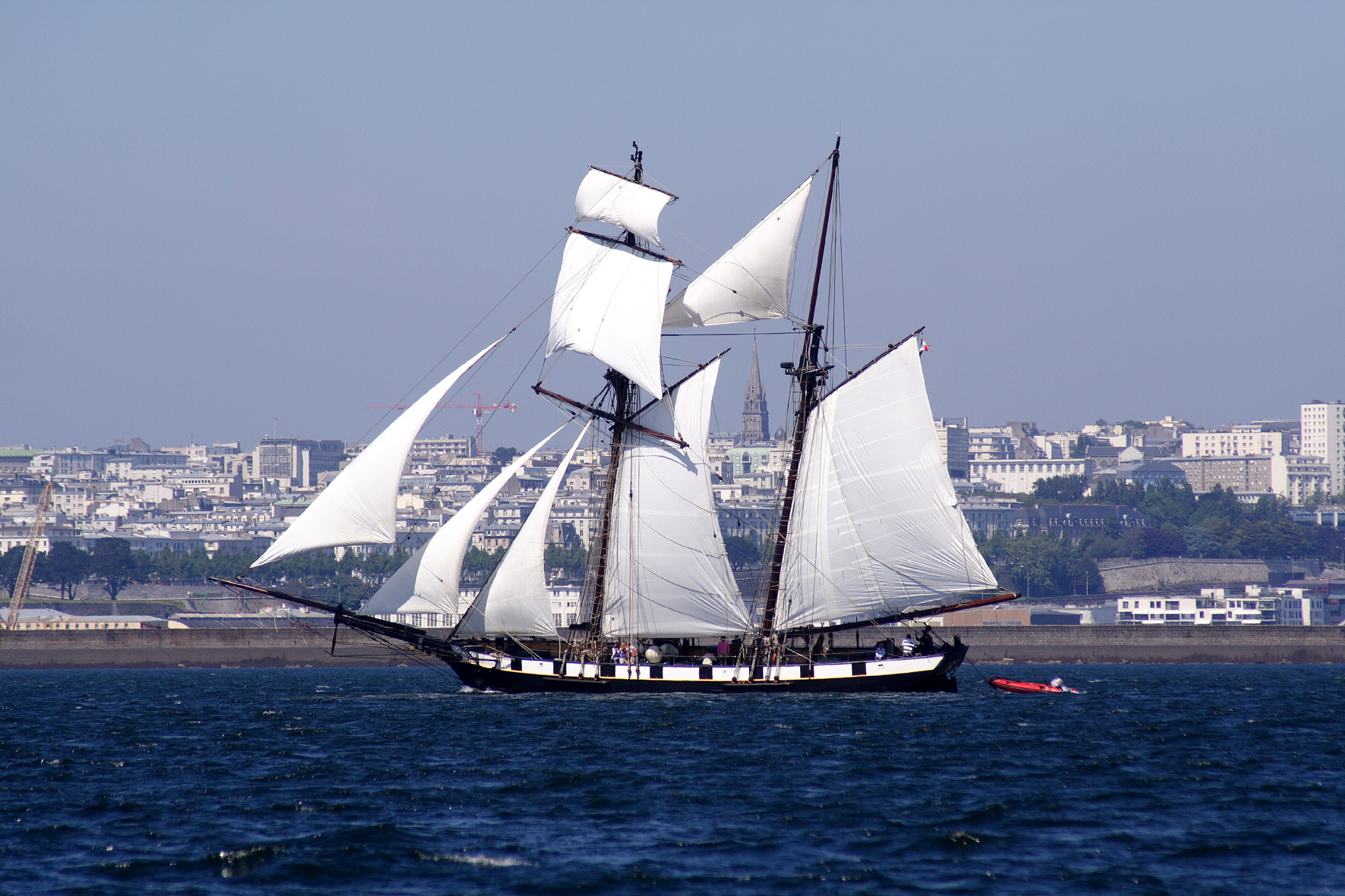
La Recouvrance en Brest 2008